# Alligator (U-Boot)
Alligator war das erste U-Boot der Nordstaaten. Das U-Boot kam jedoch nie zum Einsatz.

## Vorgeschichte
Der französische Erfinder und U-Boot-Pioneer Brutus de Villeroi wanderte 1856 in die Vereinigten Staaten aus. In seiner neuen Heimatstadt Philadelphia baute er 1859 ein U-Boot, um das 1798 vor Lewes gesunkene Schiff HMS Braak, auf dem sich angeblich ein Schatz befinden sollte, zu bergen. Dieses U-Boot hatte eine Länge von 9,14 m, eine Breite von 1,83 m und eine Höhe von 2,44 m. Als de Villeroi im Mai 1861 eine erste Probefahrt auf dem Delaware River machte, wurde sein halb untergetauchtes U-Boot den Behörden gemeldet. Die Polizei nahm de Villeroi fest und konfiszierte das Boot. Experten der Marine inspizierten das U-Boot und verfassten am 7. Juli einen Bericht.

## Bau und Einsatz
Am 1. November 1861 schloss man mit Brutus de Villeroi einen Vertrag zum Bau eines U-Boots. Da man während des Sezessionskriegs das Schiff dringend benötigte, vereinbarte man eine Abnahme und eine Bezahlung von $ 14.000 unter der Voraussetzung, dass es binnen 40 Tagen fertiggestellt würde. Am 7. Dezember wurde Kommodore Joseph Smith gemeldet, dass die äußere Hülle aus Stahl mit Glasfenstern fertig sei, jedoch für den Innenausbau noch Materialien fehlten. So zog sich schließlich die Fertigstellung bis zum 18. April 1862 hin. Am 1. Mai wurde das U-Boot von der Marine übernommen und zum Marinestützpunkt geschleppt.
Es war 14,33 m, 1,42 m breit und 2,49 m hoch und verfügte über eine Aussichtskuppel mit vier Fenstern. Das U-Boot verfügte sogar über eine Luftreinigungsanlage. Angetrieben wurde es von acht Ruderern und erreichte eine Geschwindigkeit von zwei Knoten. Weitere Besatzungsmitglieder waren der Kapitän, der Steuermann und ein oder zwei Taucher. Über eine Luftschleuse konnten die Taucher Minen an feindlichen Schiffen anbringen, die mit Hilfe eines Batteriesystems ferngezündet werden konnten. Aufgrund seiner grünen Farbe erhielt es den Namen Alligator.
Erster Kapitän des U-Boots wurde der Zivilist Samuel Eakin. Die Alligator wurde von dem Schlepper Fred Copp nach Hampton Roads geschleppt. Als erster Einsatz sollte Eakin zur Vorbereitung des Ersten Gefechts an Drewrys Bluff Hindernisse im James River sprengen. Eakin wies jedoch darauf hin, dass die Wassertiefe nicht ausreichte, dass im untergetauchten Zustand ein Taucher das Schiff durch die Schleuse verlassen könnte.
Die Alligator wurde schließlich zum Washington Navy Yard geschleppt. Hier übernahm im Juli Lieutenant Thomas O. Selfridge das Kommando und absolvierte Trainings- und Testprogramme. Im Winter 1862 wurde das Antriebssystem verändert. Das U-Boot erhielt einen Propeller, der durch Handkurbeln angetrieben wurde, und erreichte nun ein Tempo von 4 kn.
Im März plante man einen Angriff auf Charleston. Hierbei sollte die Alligator die beiden Panzerschiffe CSS Chicora und CSS Palmetto State versenken. Am 31. März schleppte das Dampfschiff Sumter das U-Boot von Washington nach Charleston. Auf dem Weg etwa 80 km südlich von Cape Hatteras geriet man am 2. April in ein schweres Unwetter. Das Seil, an dem das U-Boot befestigt war, verursachte Schäden an der Sumter. Um nicht zu kentern, kappte man das Seil. Die Alligator ging unter und ist seitdem verschwunden.

## Suche nach dem Wrack
Eine erste Suchaktion gab es vom 23. bis zum 29. August 2004, die ergebnislos blieb. Auch die zweite Expedition vor Cape Hatteras vom 6. bis zum 10. September 2005 verlief erfolglos.